# توماس روما
توماس روما (بالإنجليزية: Thomas Roma)‏ هو مصور أمريكي، ولد في 1950 في بروكلين في الولايات المتحدة.